# Jiří Krejčík
Jiří Krejčík (inglés: George Krejčík, 26 de junio de 1918 - 8 de agosto de 2013) fue un director de cine, guionista y actor checo.
Nació en 1918 en Praga, comenzó su carrera en el cine como extra para Barrandov Studios, durante la Segunda Guerra Mundial. Más tarde comenzó la creación de cortometrajes y anuncios publicitarios. Su primer largometraje como director fue A Week in the Quiet House (Týden v tichém domě) de 1947, en la que escribió el guion basado en los cuentos de Jan Neruda. En 1948, dirigió Border Village (Ves v pohraničí) sobre una aldea minera de carbón en la frontera checa después de la Segunda Guerra Mundial. También escribió y dirigió diferentes segmentos de la película Of Things Supernatural (O vecech nadprirozených) de 1959, con la que ganó Mención Especial en el Festival Internacional de Cine de Locarno. Otras películas destacables son The Emperor and the Golem (Císařův pekař a pekařův císař) (1951), de la que fue sustituido, y Divine Emma (Božská Ema) (1979), que sería considerada para la lista de presentaciones de la 54 ª de los Premios de la Academia a la Mejor película en Lengua Extranjera. Seguiría escribiendo para el cine hasta 2003 y dirigiendo hasta 2010. También actuó en las películas, como la de 1999, Cosy Dens (Pelíšky), así como en series de televisión.
Krejčík murió el 8 de agosto de 2013 en un hospital de Praga.

## Premios
- Ganador: Festival Internacional de Cine de Locarno Mención Especial por Of Things Supernatural (O vecech nadprirozených) (1959)
- Ganador: Premio León checo al Logro Artístico (1999)
- Ganador: Festival Internacional de Cine de Karlovy Vary Premio Especial por su destacada contribución al cine mundial (2005)
- Nominado: Festival Internacional de Cine de Jihlava Premio al Mejor Documental Checo por Graduation in November (Maturita v listopadu) (2000)